# Troglohyphantes gregori
Espèce
Synonymes
- Lepthyphantes gregori Miller, 1947

Troglohyphantes gregori est une espèce d'araignées aranéomorphes de la famille des Linyphiidae.

## Distribution
Cette espèce est endémique de Tchéquie.

## Publication originale
- Miller, 1947 : Pavoučí zvířena hadcových stepí u Mohelna. Archiv Svazu na výzkum a ochranu přírody i krajiny v zemi Moravskoslezské, Brno, vol. 7, p. 1-107.